# François Soulès
Pour les articles homonymes, voir Soulès.
François Soulès est un écrivain et traducteur français né en 1748 et mort en 1809.

## Biographie
Originaire de Boulogne-sur-Mer, Soulès a passé douze ans en Angleterre où il a travaillé comme professeur de français ; il publie en 1785 à Londres une grammaire du français en langue anglaise, et semble avoir pris une part active aux débats politiques au lendemain de la guerre d'indépendance des États-Unis.
Il est de retour en France au moment de la Révolution française ; du 14 au 18 juillet 1789, il est 
chargé de veiller à la garde de la Bastille. En 1795, il reçoit de la Convention nationale une pension accordée aux gens de lettres,.
Une rue de Boulogne porte son nom.

## Œuvre
Il a traduit de l'anglais deux romans d'Ann Radcliffe, les Voyages en France et en Italie d'Arthur Young, les Droits de l'Homme de Thomas Paine. En 1799, il participe avec deux autres traducteurs réputés, André-Samuel-Michel Cantwell et François-Joseph-Michel Noël à la traduction de la Nouvelle géographie universelle de l'écrivain écossais William Guthrie. Henri Sée, dans son introduction à sa propre traduction des Voyages de Young en 1931 juge celle de Soulès comme une « bonne traduction faite avec soin, en général, précise et exacte ».
Dans l'« Avis du traducteur » que François Soulès écrit en tête de sa traduction du roman d'Agnes Musgrave Edmond de la forêt en 1799, il explique « le devoir d’un traducteur » : « quand nous donnons au public un ouvrage traduit, nous ne remplissons que l’office d’une glace fidèle, et nous nous efforçons de lui présenter exactement le reflet : nous le lui montrons avec ses beautés et ses défauts ».

### Traductions de l'anglais
- Samuel Hollingsworth, An account of the present state of Nova Scotia : Relation de l'état actuel de la Nouvelle-Écosse, Édimbourg, William Creeck, Paris, Lagrange, 1787.
- John Moir, Transactions in India, from the commencement of the French war in seventeen hundred and fifty six, to the conclusion of the late peace, in seventeen hundred and eighty-three : Affaires de l'Inde, depuis le commencement de la guerre avec la France en 1756, jusqu'à la conclusion de la paix en 1783 ; contenant l'histoire, des intérêts de l'Angleterre dans l'Indostan, Paris, Buisson, 1788, 2 vol.
- Elizabeth Helme, Clara and Emmeline; or, The maternal benediction : Clare et Emmeline, ou La bénédiction maternelle. Nouvelle, Paris, Lagrange, 1788.
- Thomas Paine, Rights of men, being an answer to Mr. Burke's attack on the French Revolution : Droits de l’homme, en réponse à l’attaque de M. Burke sur la révolution françoise, 1791 Lire en ligne sur Gallica ; réédition, Paris, Belin, 2009, collection Belin poche (traduction revue par Claude Mouchard avec l’aide de Linda Orr)[7].
- Arthur Young : 
  - Travels during the years 1787, 1788, & 1789 : undertaken more particularly with a view of ascertaining the cultivation, wealth, resources, and national prosperity of the Kingdom of France : Voyages en France, pendant les années 1787, 88, 89 et 90, entrepris plus particulièrement pour s'assurer de l'état de l'agriculture, des richesses, des ressources et de la prospérité de cette nation, Paris, Buisson, 1793, 3 vol. ; deuxième édition en 1794 Lire en ligne sur Gallica.
  - Voyage en Italie pendant l'année 1789, Paris, J.-J. Fuchs, 1796.
- Ann Radcliffe :
  - The Romance of the Forest : La Forêt, ou l’Abbaye de Saint Clair, traduit de l’anglais sur la seconde édition, Paris, Denné jeune, 1794 ; deux rééditions : Paris, Lecointe et Pougin, 1830-1831[8] ; Paris, Gallimard, 2011, collection Folio classique : la traduction de Soulès est revue par Pierre Arnaud[9].
  - The Castles of Athlin and Dunbayne : Les Châteaux d’Athlin et de Dunbayne, histoire arrivée dans les Montagnes d’Ecosse, Paris, Testu et Delalain jeune, 1797 Lire en ligne sur Gallica.
- Agnes Musgrave, Edmund of the Forest. An historical novel : Edmond de la forêt, roman historique, Paris, Jacques-Denis Langlois, 1799.

### Ouvrages
- (en) A New Grammar of the French Language with exercises upon the rules of syntax, dialogues, vocabulary, idioms, Londres, 1785 Lire en ligne.
- " Histoire des troubles de l’Amérique anglaise, écrite sur les mémoires les plus authentiques ; Dédiée à sa Majesté très chrétienne ", Buisson Libraire, Paris, 1787, 4 vol.
- L'Indépendant, nouvelle anglaise, imitée par M. Soulès, Londres, Cadell, Paris, Lagrange, 1788 Lire en ligne sur Gallica.
- Statuts, ordre et réglements du Parlement d'Angleterre : ouvrage nécessaire pour l'intelligence de papiers publics, l'histoire de ce Royaume ; & tout ce qui a rapport à ce gouvernement, Londres, Paris, Lallemant de Sancierres, 1789.
- De l'Homme, des sociétés, et des gouvernements, Paris, Debray, 1792.
- Adonia, ou les dangers du sentiment, Paris, André, 1801, 4 vol. Lire en ligne.